# Principî del comunismo
I Principî del comunismo (in tedesco Grundsätze des Kommunismus), è un breve lavoro del 1847 scritto da Friedrich Engels, il co-fondatore del marxismo. Contiene 25 domande sul comunismo per cui vengono fornite le risposte. Nel testo, Engels presenta idee fondamentali del marxismo come materialismo storico, lotta di classe, e rivoluzione proletaria. I Principî del comunismo è stato utilizzato come bozza del Manifesto del Partito Comunista, scritto da Engels e Karl Marx nell'anno successivo. I Principî del comunismo è stato scritto durante l'ottobre e novembre 1847. Tutti e tre i documenti erano tentativi di articolare il file della piattaforma politica della neoformazione della Lega dei comunisti, un partito politico che stava nascendo dalla fusione di due antenati: il Lega dei Giusti e il Comitato di corrispondenza comunista, quest'ultimo guidato da Marx ed Engels. Il Manifesto del Partito Comunista è emersa come la versione più nota e definitiva della dichiarazione di intenti della Lega dei comunisti, attingendo direttamente alle idee espresse in Principî del comunismo.

## Contesto storico

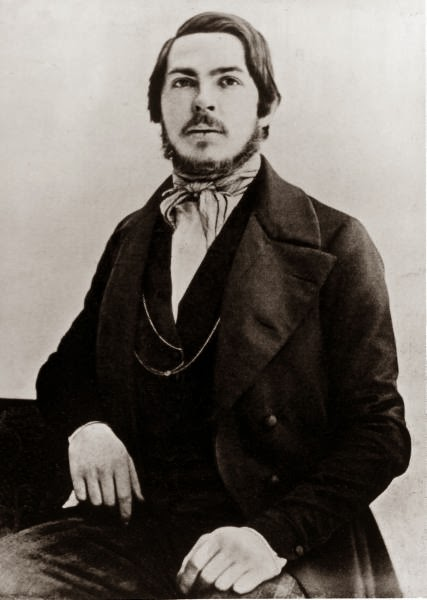
Friedrich Engels nel 1840

Durante l'inizio del XIX secolo, gli effetti della Rivoluzione industriale hanno ispirato i socialisti utopici a teorizzare forme migliorate di organizzazione sociale basate sulla cooperazione, opposte al libero mercato e alla concorrenza; tra questi teorici erano inclusi Robert Owen e Charles Fourier. Inoltre, i gruppi radicali dell'epoca cercarono di rovesciare l'ordine sociale europeo esistente per favorire questi obbiettivi. Questi partiti lamentavano soprattutto le dure condizioni di lavoro.
Una di queste organizzazioni era la Lega dei Giusti, che si formò nel 1836 separandosi da un antenato, la Lega dei Fuorilegge, che si era costituita a Parigi nel 1834. La Lega ha collaborato con gruppi affini per pianificare un rovesciamento violento dell'ordine sociale esistente, al fine di realizzare la propria società ideale, che hanno definito la "nuova Gerusalemme". Tuttavia, la Lega non era composta da lavoratori salariati industriali o proletari nel senso marxista, ma invece di giornalisti, politici radicali e artigiani i cui mezzi di sussistenza venivano soppiantati dalla rivoluzione industriale. La Lega si è strutturata in capitoli suddivisi in locali cellule, in genere da cinque a dieci persone.
Nel novembre 1842, Engels e Marx si incontrarono per la prima volta a Colonia, presso l'ufficio del Rheinische Zeitung, un giornale che Marx stava curando in quel momento. Nulla è venuto da questo primo incontro, ma durante il 1842-1843, entrambi avevano contattato separatamente la Lega, anche se nessuno dei due si era unito. Nel 1844, Engels e Marx si incontrarono una seconda volta, al Café de la Régence a Parigi. Questo secondo incontro è stato quello che ha dato inizio alla loro amicizia e collaborazione duratura, iniziata con la produzione di La Sacra Famiglia e L'ideologia tedesca. Nel 1846, Engels e Marx fondarono la loro organizzazione, il Comitato per la corrispondenza comunista, e cercarono altri gruppi per l'applicazione pratica dei loro obiettivi politici. Sempre nel 1846, Marx invitò le filiali di Parigi e Londra della Lega a unirsi come capitoli del Comitato, e la Lega ricambiò invitando la sezione di Bruxelles del Comitato di Marx a unirsi come capitolo della Lega e ad assistere con la riorganizzazione politica. All'inizio del 1847, la Lega e il Comitato si erano allineati.
In due importanti congressi durante il 1847, i due gruppi si fusero in uno, che ora si chiamava Lega dei comunisti. Per ciascuno di questi congressi, Engels ha redatto le versioni di una piattaforma politica per la nuova organizzazione. La prima versione, "Abbozzo di una confessione di fede comunista", è stato discusso e approvato al primo congresso di giugno; Marx non era presente al congresso di giugno, ma Engels lo era. Questa prima bozza, sconosciuta per molti anni, è stata riscoperta nel 1968. La seconda bozza, Principî del comunismo, era quello utilizzato al secondo congresso di novembre e dicembre. Entrambe le bozze utilizzavano un formato di domande e risposte del catechismo, di cui Engels era diventato insoddisfatto. Immediatamente prima del secondo congresso, descrivendo i principi, Engels scrisse a Marx raccomandando un'ulteriore rielaborazione, in prosa storica:
(Friedrich Engels, lettera a Karl Marx, 23 novembre 1847)
Dopo il secondo congresso della Lega dei comunisti, ha incaricato Marx di scrivere un programma finale. Attingendo direttamente alle idee dei Principî del comunismo, Marx ha fornito una revisione finale, il Manifesto del Partito Comunista, all'inizio del 1848. Sebbene Marx fosse l'autore esclusivo del manoscritto, le idee furono adattate dalle prime bozze di Engels, con il risultato che il Manifesto è stato attribuito a entrambi gli autori.

## Sinossi
Partendo da una definizione del comunismo come teoria politica per la liberazione del proletariato, Engels fornisce una breve storia del proletariato come classe operaia del XIX secolo. Le idee sono sviluppate in una progressione sequenziale e logica, nel quadro dello stile domanda-risposta. La risposta ad una data domanda implica ulteriori domande, che vengono espresse in seguito.
Engels spiega le origini del proletariato come risultato della rivoluzione industriale. Descrive le sue differenze con altre classi storiche povere, la sua vita quotidiana precaria e miserabile e la sua opposizione alla classe possidente o borghesia. Alla fine, tutte le persone devono inevitabilmente cadere in una classe sociale o nell'altra, con la stragrande maggioranza dell'umanità che diventa proletaria. Viene presentata una soluzione: l'abolizione della proprietà privata dei mezzi di produzione. Tale abolizione è ora possibile, dove prima non lo era, a causa della nuova capacità esistente per la produzione di massa. Questa capacità produttiva può essere riorganizzata per provvedere a tutti su base cooperativa, in contrasto con la concorrenza di mercato. Engels prevede che, purtroppo, una tale riorganizzazione sociale dovrà essere attuata con la violenza, perché la borghesia non rinuncerà volontariamente al suo potere. Inoltre, a causa della natura globale della rivoluzione industriale, tale violenza deve alla fine e necessariamente verificarsi in tutti i paesi, non solo in alcuni.
Se effettuata su scala sufficientemente ampia, Engels prevede che l'abolizione della proprietà privata dei mezzi di produzione sarà una panacea per i mali sociali, poiché lo sforzo precedentemente sprecato nella concorrenza verrebbe ridistribuito a vantaggio di tutti. Di conseguenza, le differenze di classe ed etniche tra l'umanità svaniranno gradualmente nel tempo e la religione diventerà superflua come artefatto storico. Engels afferma anche che il comunismo non avrà effetti dannosi sulle donne o sulla famiglia, come temono i critici. Al contrario, Engels respinge i timori dei critici che il comunismo implichi una "comunità di donne", un eufemismo del XIX secolo, nel senso che diversi uomini possono avere rapporti sessuali con un dato gruppo di donne. Al contrario, Engels afferma che una tale "comunità di donne" di sfruttamento esiste già sotto l'ordine sociale esistente, basato sulla proprietà privata dei mezzi di produzione, sul denaro e su vari tipi di sfruttamento, che il comunismo rovescerà: la prostituzione. Engels respinge quindi la paura come ipocrita, insinuando invece che l'abolizione della proprietà privata dei mezzi di produzione e del denaro eliminerà la prostituzione ed emanciperà le donne.
Poiché il Manifesto del Partito Comunista è una riedizione dei Principî del comunismo, contiene molte delle stesse idee. Una differenza tra i documenti è che nel Manifesto Marx dapprima sottolinea lo sviluppo tecnologico storico e l'ascesa della borghesia (la nascita del capitalismo), introducendo poi il proletariato, mentre nel Principi Engels iniziò descrivendo in dettaglio il proletariato.

## Contenuto

### "Confessione di fede" comunista
Nel giugno 1847 Engels scrisse un documento con 22 domande, alcune delle quali erano le stesse. Questo è stato scoperto nel 1968 e pubblicato per la prima volta l'anno successivo.

### Manifesto del partito comunista
Al secondo congresso della Lega dei comunisti dal 29 novembre all'8 dicembre 1847, Marx ed Engels furono infine incaricati di redigere un Manifesto del Partito Comunista, che fu completato nel febbraio 1848. È stato utilizzato il lavoro preparatorio di Engels per il programma.

### "Catechismo"
Il 18 novembre 1847 Engels consigliò di rinunciare alla forma del catechismo che si trova nei Principî del comunismo, e di scrivere un programma in forma di manifesto, menzionato nella citazione precedente.